# أحمد جميل عزم
أحمد جميل عزم أستاذ مساعد في العلاقات الدولية في جامعة بيرزيت، عضو مجلس إدارة مركز الأبحاث (م.ت.ف)، وعضو المجلس المركزي الفلسطيني. 

## سيرته
شغل سابقًا موقع رئيس برنامج ماجستير الدراسات الدولية في معهد إبراهيم ابو لغد للدراسات الدولية، في جامعة بيرزيت، في فلسطين، وشغل سابقا منصب مدير برنامج الدراسات العربية والفلسطينية في الجامعة نفسها، وكان عضواً في مجلس إدارة معهد أبو لغد للدراسات الدولية في الجامعة، ومحاضر في الدراسات الدولية والعلوم السياسية. وقد كان سابقا باحثاً زائراً في كلية الدراسات الآسيوية والشرق أوسطية في جامعة كمبريدج-المملكة المتحدة. كما عمل لنحو عشر سنوات، في مركز الإمارات للدراسات والبحوث الاستراتيجية في أبوظبي، باحثا ومحاضرا في مناهج البحث العلمي، ومديراً لتحرير دوريّة آفاق المستقبل الصادرة عن المركز.
شارك في تأليف العديد من الكتب، من أبرزها «القنوات الفضائية العربية والديموقراطية»، «نجمة كنعان»، و«مستقبل القدس وعملية التسوية السلمية»، و«تاريخ الأردن الاجتماعي (الأردن في الدراسات الغربية)»، و«التحولات الراهنة ودورها المحتمل في إحداث التغيير في العالم العربي» (باللغتين العربية والإنجليزية). وتشمل دراساته البحثية المنشورة «الفشل العلمي الأميركي في العراق وفشل استراتيجيات تحويل الصراع» (باللغتين العربية والإنجليزية)، و«إعادة تعريف مصطلح إدارة الصراع» (باللغتين العربية والإنجليزية).
كتب في جريدة الاتحاد الظبيانية، بشكل منتظم، لمدة خمس سنوات، انتهت العام 2011. وهو كاتب منتظم في صحيفة الغد الأردنية منذ العام 2005، وغير منتظم في صحف أخرى، باللغتين العربية والإنجليزية، كما تظهر كتاباته في دورية السياسة الدولية، في مصر، ومنشورات مؤسسة الدراسات الفلسطينية، في بيروت والقدس، وهو عضو الهيئة الاستشارية للبحوث، لمركز دراسات «مسارات» في فلسطين.
حاصل على درجة الدكتوراه من جامعة إدنبرة في المملكة المتحدة في العلوم السياسية، تخصص العلاقات الدولية، كما عمل حينها محاضرا لمرحلة البكالوريوس في الجامعة نفسها، وهو حاصل على درجة البكالوريوس في علم الاجتماع والسياسة، ودرجة الماجستير في العلوم السياسية من الجامعة الأردنية.

## منشورات
عنوان رسالة الدكتوراة: القدس وسياسة التسوية في الشرق الأوسط

### أبحاث منشورة
- عملية "وادي الحرامية، مجلة الدراسات الفلسطينية - صيف 2014
- أسرى الحرية، مجلة الدراسات الفلسطينية - ربيع 2014
- القدس في الخطاب السياسي الأمريكي، حوليات القدس، مؤسسة الدراسات الفلسطينية، عدد ربيع - صيف 2013
- جدلية الأممي والوطني: هل تفرض التحولات الإقليمية إعادة تعريف هوية القضية الفلسطينية؟، مجلة السياسة الدولية، إبريل 2013
- غزة تغّير قواعد اللعبة، مجلة الدراسات الفلسطينية - ربيع 2013
- تحويل الصراع: «اقتراب غير صفري» لإدارة نزاعات ما بعد الثورات العربية، مجلة السياسة الدولية، أكتوبر، 2012
- إعادة تعريف مصطلح (إدارة) الصراع: مراجعة نقدية، المجلة العربية للعلوم السياسية، أغسطس، 2012
- «كل السياسات داخلية».. موقع القضية الفلسطينية في العصر العربي الجديد، مجلة السياسة الدولية، أكتوبر، 2011
- دور مراكز البحوث في الحياة العامة، دوريّة آفاق المستقبل يوليو - أغسطس 2011
- ما بين الامتناع الإسرائيلي والغموض الإيراني: المشهد النووي في المنطقة هل يتغيّر؟، دوريّة آفاق المستقبل يناير – فبراير 2011
- استراتيجيات في إدارة الصراع الفلسطيني- الإسرائيلي، دوريّة آفاق المستقبل نوفمبر – ديسمبر 2010
- بين متطلبات التحرير والأعباء اليومية: قوى جديدة تنافس الفصائل الفلسطينية، دوريّة آفاق المستقبل سبتمبر – أكتوبر 2010
- مزيدٌ من الأصولية العنيفة داخليّاً وخارجيّاً: الدين في إسرائيل، دوريّة آفاق المستقبل يوليو - أغسطس 2010
- التجارة والسلام الكونيّان.. ثلاث نظريّات في تشكيل التكاملية دور ظاهرة النظام الدولي، دوريّة آفاق المستقبل مايو – يونيو 2010
- The American intelligence breakdown in Iraq and the failure of the strategies of conflict ‘transformation, Contemporary Arab Affairs, Volume 3, Issue 2, 2010
- بين «عودة الدولة» عالمياً وتشكيلها وتراجعها إقليمياً، دوريّة آفاق المستقبل يناير – فبراير 2010
- رفض نظرية المؤامرة: كتّاب الرأي والأعمدة في الصحافة العربية وانتخابات إيران، دوريّة آفاق المستقبل نوفمبر – ديسمبر 2009
- المصالح الشخصية والجهوية وزنها أكبر في قرار الاقتراع، الابتعاد عن الأيديولجيات في الانتخابات العربيّة، دوريّة آفاق المستقبل سبتمبر – أكتوبر 2009
- الفشل العلمي الأمريكي في العراق، وفشل استراتيجيات «تحويل» الصراع، المجلة العربية للعلوم السياسية، خريف 2009
- The Reconceptualisation of Conflict Management, Peace, conflict and Development Journal, vol.7 July 2005

### كتب
- القنوات الفضائية العربية والديمقراطية، فصل في كتاب: لينة الجيوسي (محرر)، دراسات في الديمقراطية ووسائط الإعلام، رام الله: مواطن، 2012
- كيف ندرس الهوية؟، مقدمة كتاب: أحمد جميل عزم (محرر)، نجمة كنعان، عمّان: دار فضاءات، 2011،
- سفر الجوع الفلسطيني، عندما تشكل قصص الأمعاء الخاوية ذاكرة شعب، كتاب: فصل في كتاب: أحمد جميل عزم (محرر)، نجمة كنعان، عمّان: دار فضاءات، 2011،
- مستقبل القدس وعملية التسوية السلمية، فصل في كتاب: القدس، دراسات في التاريخ والسياسة، أبوظبي، مركز الإمارات للدراسات والبحوث الاستراتيجية، 2010
- نموذج لأثر العولمة في الصحافة، صفحات الرأي في «الاتحاد»، فصل في كتاب: صحيفة الاتحاد وموقعها في الصحافة العربية، مؤسسة الأهرام، القاهرة، 2009
- تحولات هيكلية في الدول العربية: تزايد شرعية الدولة وتراجع دور الحكومات، فصل في كتاب: التحولات الراهنة ودورها المحتمل في إحداث التغيير في العالم العربي، أبوظبي، مركز الإمارات للدراسات والبحوث الاستراتيجية، 2007
- الأردن في الدراسات الغربية، فصل في كتاب: تاريخ الأردن الاجتماعي، مركز الأردن الجديد، عمّان، 2003